# Bossiaea neo-anglica
Bossiaea neo-anglica là một loài thực vật có hoa trong họ Đậu. Loài này được F.Muell. miêu tả khoa học đầu tiên.